# Ranna (Auerbach)
Ranna ist ein Gemeindeteil der Stadt Auerbach in der Oberpfalz im Landkreis Amberg-Sulzbach in Bayern.

## Geografische Lage
Das Dorf liegt im Pegnitztal südlich der Stadt Auerbach auf der Frankenalb. Die Staatsstraße 2162 tangiert den Ort im Osten.
Die Nachbarorte sind:
- Mosenberg im Westen am rechten Ufer der Pegnitz
- Oberbrand, Unterbrand und Rauhenstein im Norden im Pegnitztal (alle abgegangen)
- Sackdilling im Osten, das jenseits eines großen Waldstücks und östlich der B85 liegt
- Lehnershof im Süden an der Staatsstraße 2162 im Pegnitztal

## Ortsname
Der Name Ranna geht auf den Begriff Rone zurück. Damit ist laut Schmeller (Bayerisches Wörterbuch von 1877) „ein Baumstamm, besonders ein vom Wind samt den Wurzeln ausgerissener“ gemeint.

## Geschichte
Die ältesten Zeugen aus der Geschichte Rannas deuten auf die Hallstattzeit und die Jüngere Eisenzeit hin. Zwischen 1906 und 1908 wurden nämlich südöstlich von Lehnershof fünf Grabhügel gefunden.
Die erste urkundliche Bezeugung der Gegend um Ranna geht auf Bischof Otto den Heiligen zurück. 1119 wurde das Kloster Michelfeld gegründet. Über das genaue Alter der Siedlung geben die frühen Schriftquellen des Raums keine Auskunft. Archäologische Quellen fehlen bislang. Zum ersten Mal wird Ranna im Bamberger Salbuch von 1320 namentlich genannt, wo steht: „Jährlich zweimal und zwar an Walpurgis und an Michaelis soll der Bischof oder sein Beamter im Orte Ranna Forstgericht halten.“

## Baudenkmäler

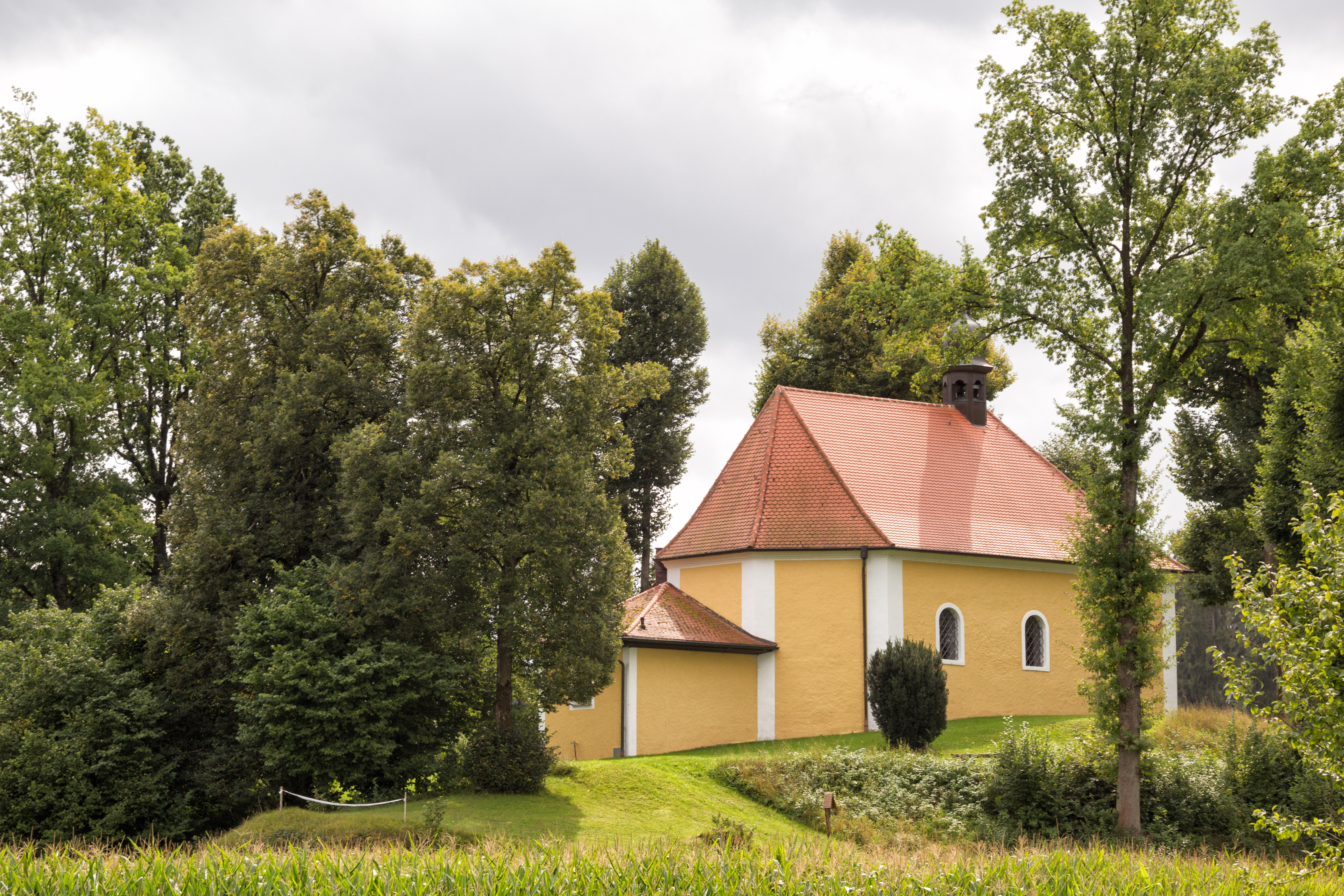
Kapelle St. Maria Magdalena

Südlich von Ranna befindet sich die katholische Kapelle St. Maria Magdalena. Der verputzte, dreiseitig geschlossene Massivbau mit Walmdach und Zwiebeldachreiter stammt aus dem Jahr 1743. Die Kapelle ist als Baudenkmal ausgewiesen.

## Verkehr
- Straße: Ranna liegt nahe der Staatsstraße 2162 und etwa zehn Kilometer östlich der Autobahn A9 (Ausfahrt Plech).
- Bahn: Der Bahnhof Ranna an der Strecke Nürnberg–Cheb, welcher sich jenseits der Pegnitz im benachbarten Mosenberg befand, ist seit 1992 stillgelegt. Ebenso wurde bereits 1970 der Personenverkehr von Ranna nach Auerbach eingestellt und die Stichbahn bis 1984 abgebaut.

## Wassergewinnung
Nahe Ranna befinden sich zwei Wasserwerke, die u. a. Nürnberg mit Trinkwasser versorgen.